# Морозовський лісхоз
Моро́зовський лісхо́з (каз. Морозов орманшар) — село у складі Бескарагайського району Абайської області Казахстану. Входить до складу Єрназарівського сільського округу.
Населення — 279 осіб (2021; 408 у 2009, 363 у 1999, 437 у 1989).
Національний склад станом на 1989 рік:
- казахи — 48 %
- росіяни — 34 %

Станом на 1989 рік село називалось Морозовське.